# Phare de Bengtskär
Le phare de Bengtskär, en finnois : Bengtskärin majakka, construit à partir de 1906, est implanté sur l'île de Bengtskär, dans l'archipel finlandais du golfe de Finlande en Finlande. Il marque le passage nord de l'entrée du golfe de Finlande dans la mer Baltique. C'est également la plus méridionale des terres habitées de Finlande, distante de 25 km, au sud-ouest de Hanko, et à 18 km de Rosala, le plus proche village.
Le phare de Bengtskär est inscrit au répertoire des sites culturels construits d'intérêt national  par la Direction des musées de Finlande  en date du 22 décembre 2009.

## Histoire

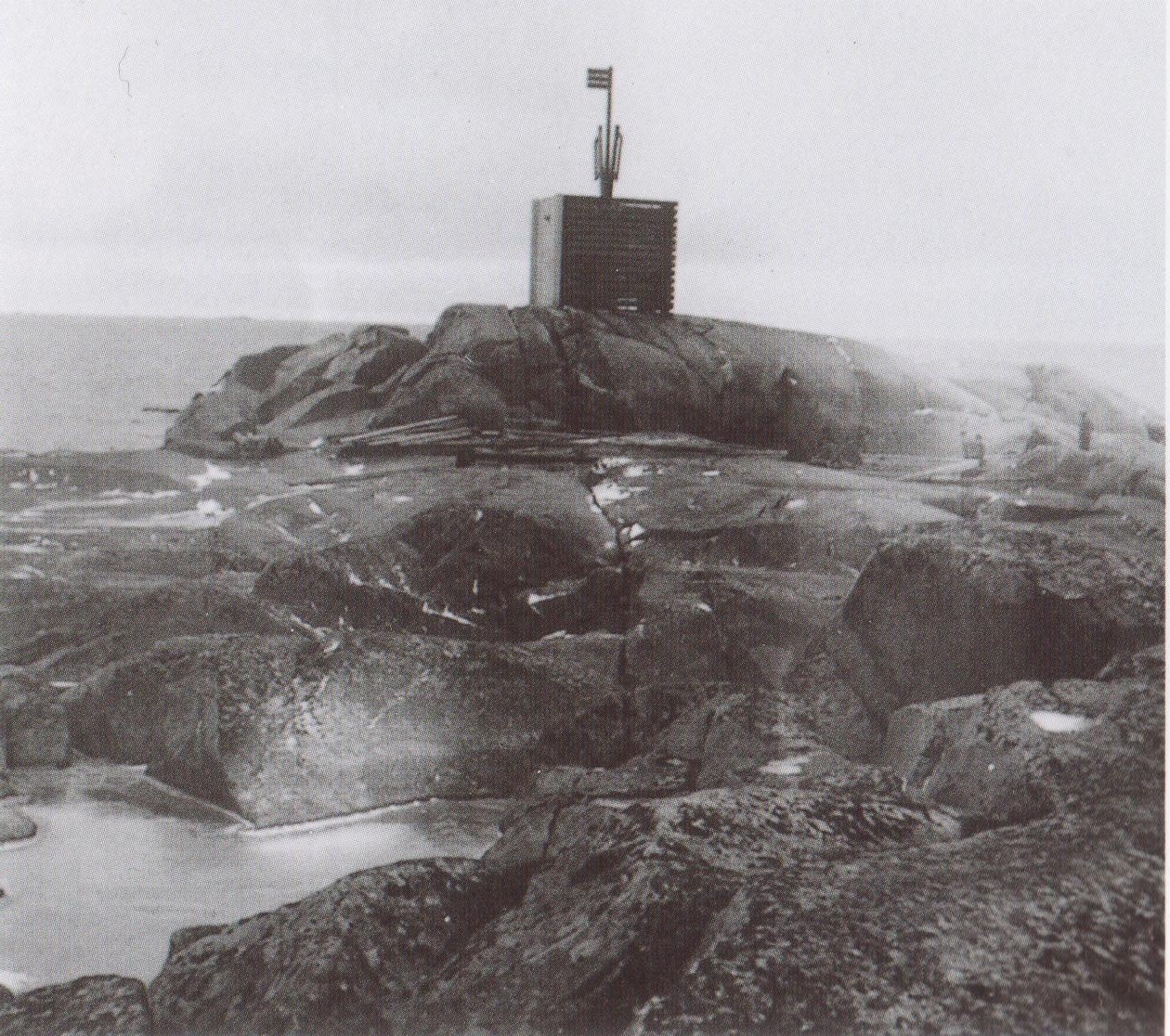
Vue de la construction du phare en 1906.

La construction du phare est décidée en 1905, à la suite du naufrage, dans le golfe de Finlande, du bateau à vapeur SS Helsingfors,. Sa réalisation est confiée à Florentin Granholm, un architecte finlandais. La construction démarre au début de l'année 1906. L'île a des ressources granitiques excellentes : ce matériau est extrait et utilisé pour les fondations et les façades du bâtiment. À la mi-juin, 120 travailleurs et artisans s'activent aux quartiers d'habitation et à la moitié inférieure de la tour de phare. Une fois ceux-ci achevés, les archives révèlent qu'environ un demi-million de briques sont utilisées dans la construction du phare. En août 1906, le toit est surélevé et la charpente achevée. Lors des célébrations, présidées par le sénateur Otto Donner (en), les plans, actes, carrelages et d'autres documents importants relatifs au bâtiment sont placés, avec des pièces de monnaie, dans une capsule temporelle et scellés dans le mur de la structure.
Les travaux se poursuivent sur la tour et les 252 marches de l'escalier en colimaçon menant à la lanterne. Une lanterne à essence spéciale, conçue et fabriquée à Paris, est apportée à Bengtskär et installée au sommet de la tour. La lampe est allumée le 19 décembre 1906. Son puissant faisceau clignote trois fois toutes les vingt secondes et est visible à une vingtaine de milles nautiques.
Un gardien de phare, un machiniste et trois gardiens de phare adjoints, ainsi que leurs familles, occupent les quartiers d'habitation. Le groupe initial comprenait quinze personnes. Avec le temps et la croissance des familles, la population a augmenté et dans les années 1930, quarante personnes vivent à Bengtskär.

## Le bombardement de Bengtskär
La Première Guerre mondiale commence en août 1914. En réponse, les phares et leurs familles sont évacués vers le continent et la lanterne est déposée. La même année, deux croiseurs impériaux allemands, le Magdebourg et l'Augsbourg, soumettent le phare à trente bombardements d'obus. Les murs de granit ne sont que légèrement endommagés.
L'été suivant, les hommes du phare et leurs familles retournent à Bengtskär. Comme le golfe de Finlande est intensivement utilisé, ce n'est qu'en 1919 que les mers environnantes sont déclarées sûres pour la navigation et que le feu est rallumé.

## L'attaque surprise de juillet 1941
En novembre 1939, les troupes soviétiques russes attaquent la Finlande. En 1941, le promontoire de Hanko est aux mains des Russes. L'importance stratégique de Bengtskär devient évidente, car les troupes finlandaises présentes sur l'île peuvent facilement surveiller les activités soviétiques.
Le 26 juillet 1941 à une heure, deux patrouilleurs russes débarquent secrètement dans la partie sud de Bengtskär, sous couvert du brouillard. Le groupe d'envahisseurs, composé de cent hommes, dirigé par le lieutenant Kurilo, a reçu l'ordre de détruire complètement le phare, de sorte qu'il ne puisse plus jouer de rôle dans les activités de guerre russes. La petite garnison finlandaise, constituée de quarante et un hommes, dont quatre gardiens de phare, repousse la première attaque russe. À dix kilomètres de distance, des batteries installées à proximité bombardent les bateaux de patrouille soviétiques et les soldats ennemis qui se cachent dans les crevasses rocheuses de l'île. Aux premières heures du 26 juillet, des canonnières finlandaises, des navires de la Garde côtière arrivent tandis que des chasseurs bombardiers de l'armée de l'air finlandaise survolent l'île et attaquent les envahisseurs. À l'aube, un commando finlandais débarque et se joint à la lutte pour repousser l'attaque soviétique.
Après une dure et sanglante bataille, la petite garnison finlandaise sort victorieuse. La bataille fait 31 morts et 45 blessés parmi les troupes finlandaises et 60 morts, 28 blessés pour les Soviétiques.

## Caractéristiques

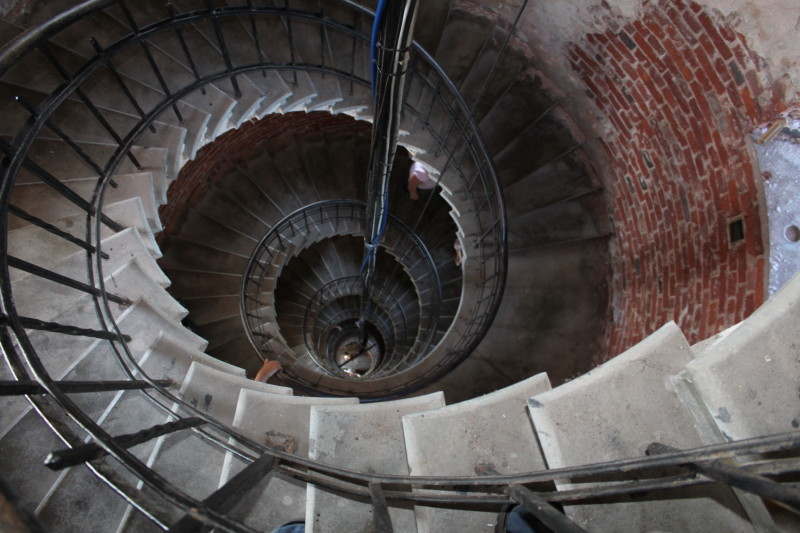
Vue de l'escalier du phare.

Le phare est une tour ronde, en granit, haute de 46 mètres, s'élevant à 51 mètres ou 52 mètres au-dessus du niveau de la mer. Il est le plus grand phare de Scandinavie. Le phare est accolé à la maison du gardien. L'ensemble n'est pas peint, le dôme de la lanterne est peint en vert.

## Codes internationaux
- ARLHS[7] : FIN-001[2]
- NGA :  15268[2]
- Admiralty[8] : C4906[3]

## Divers
Le phare est restauré au début des années 1990. Il s'agit d'un lieu touristique populaire qui est visité annuellement par environ 13 000 à 15 000 personnes. Il comprend, dorénavant, un logement pour la nuit, une salle de lecture, des salles de conférence, une chapelle, un café, un musée et un bureau postal. Le phare est ouvert au public durant l'été. L'île est desservie par un ferry au départ de Kasnäs (en). Le phare est géré par l'université de Turku.

## Galerie

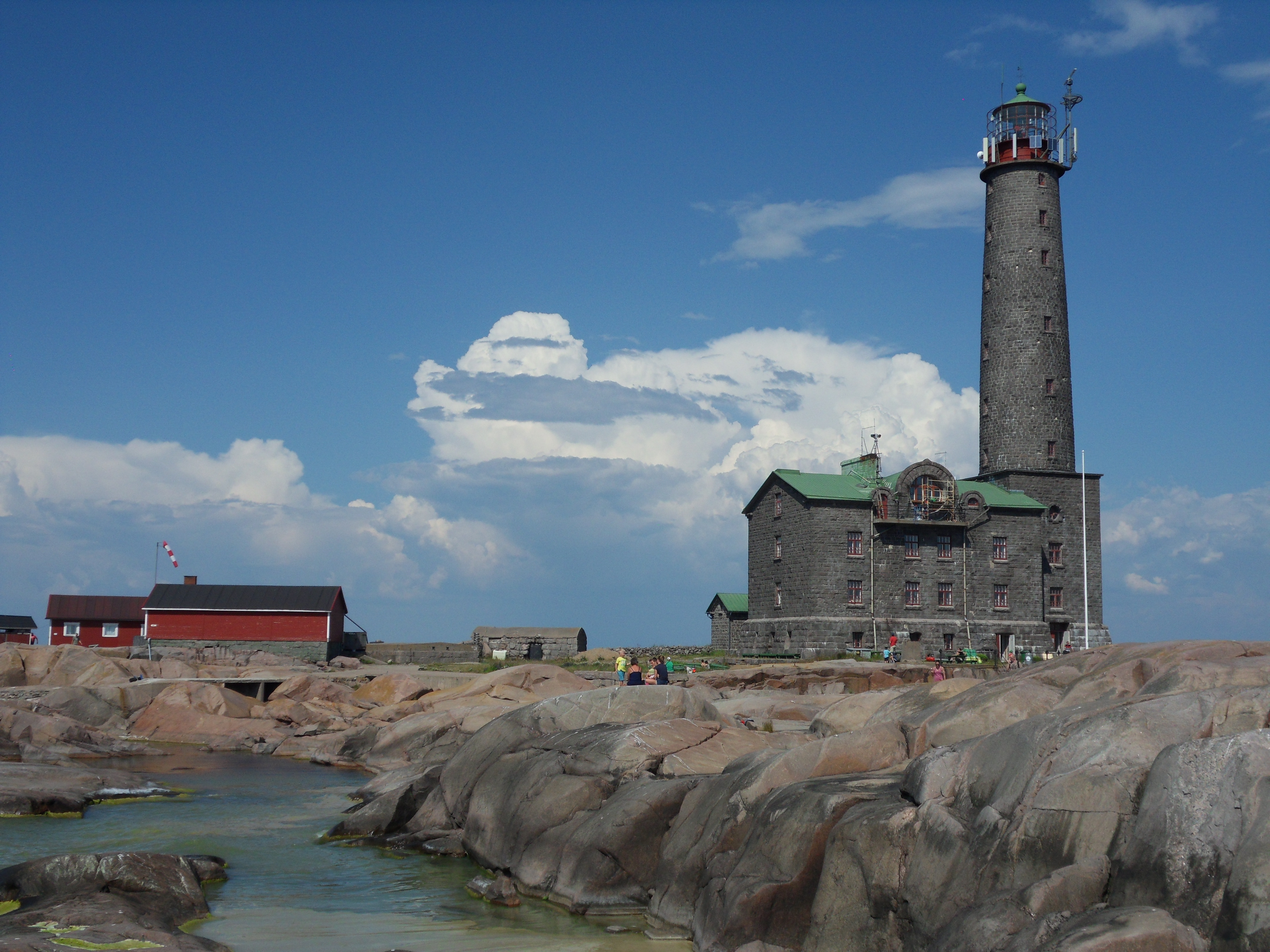
Autre vue du phare.
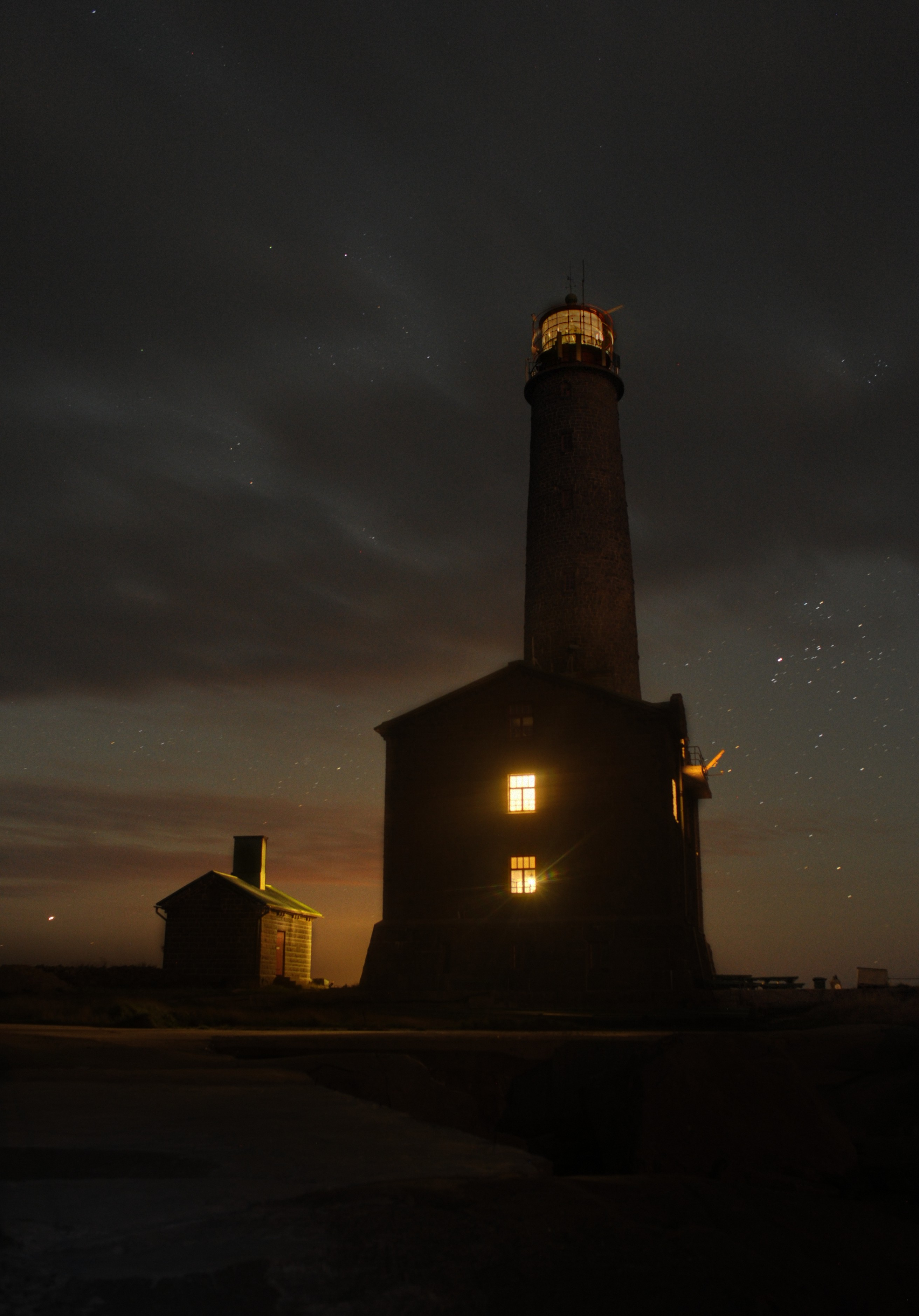
Vue de nuit du phare.
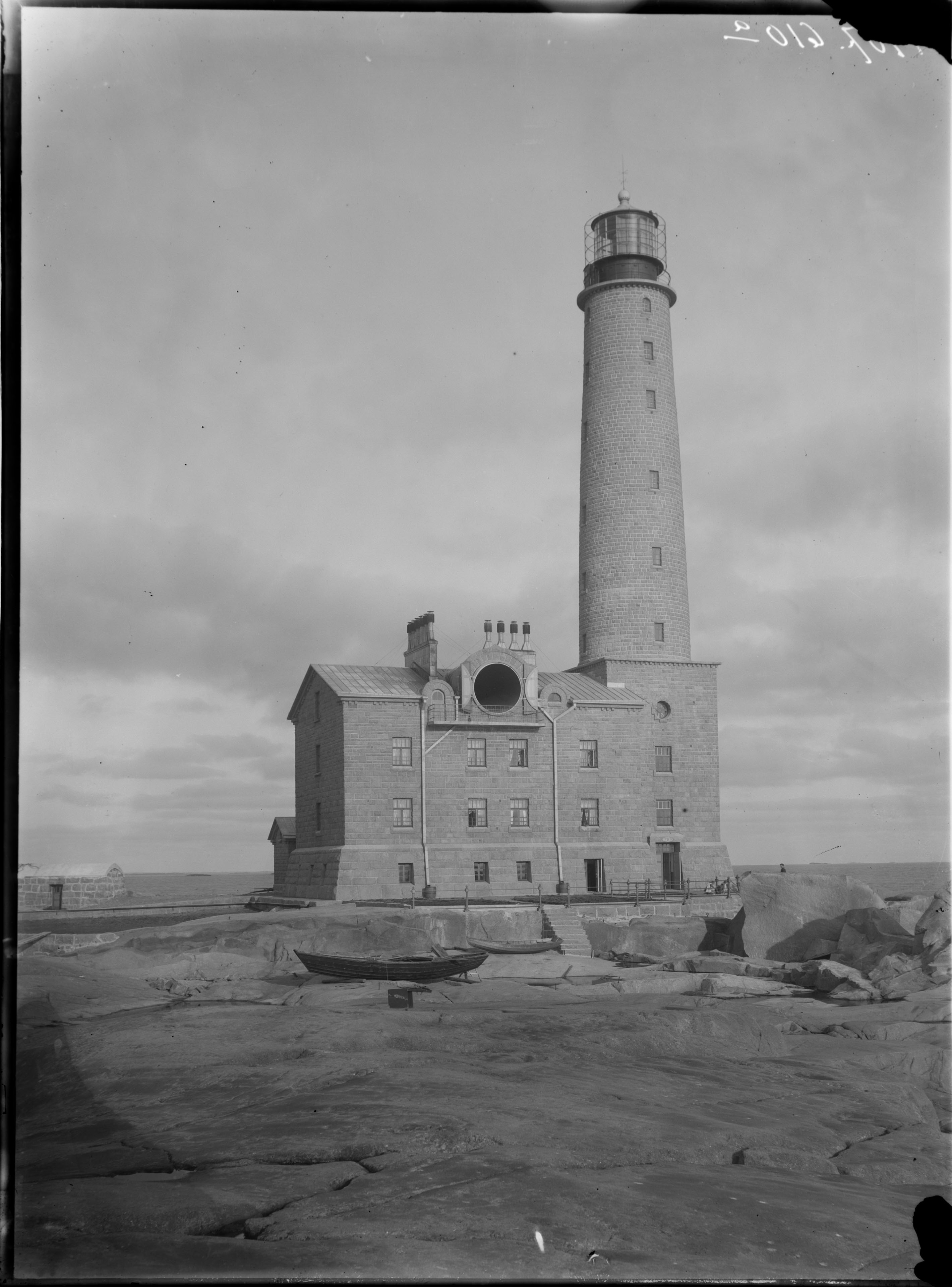
Vue du phare en 1907.
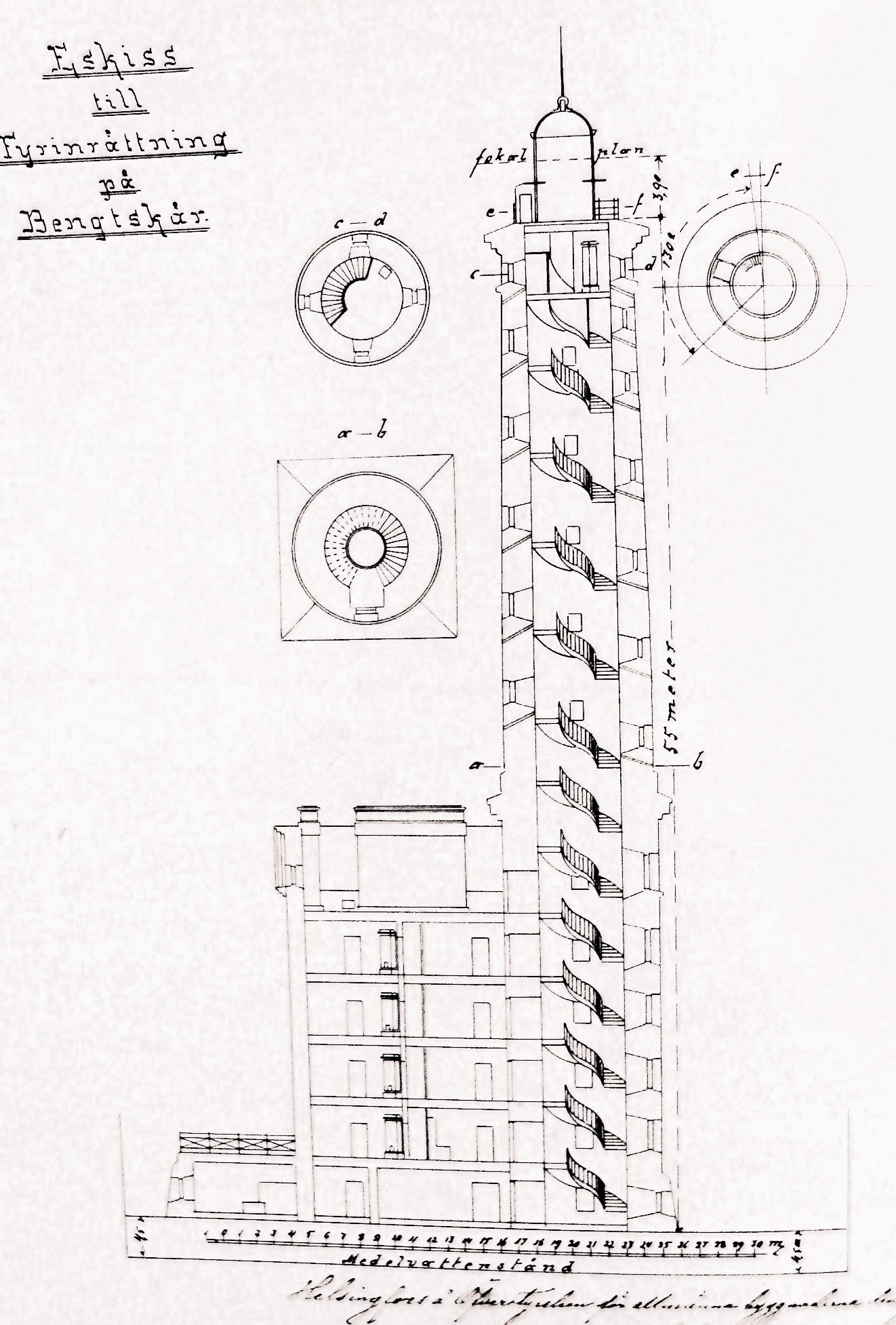
Plan du phare.
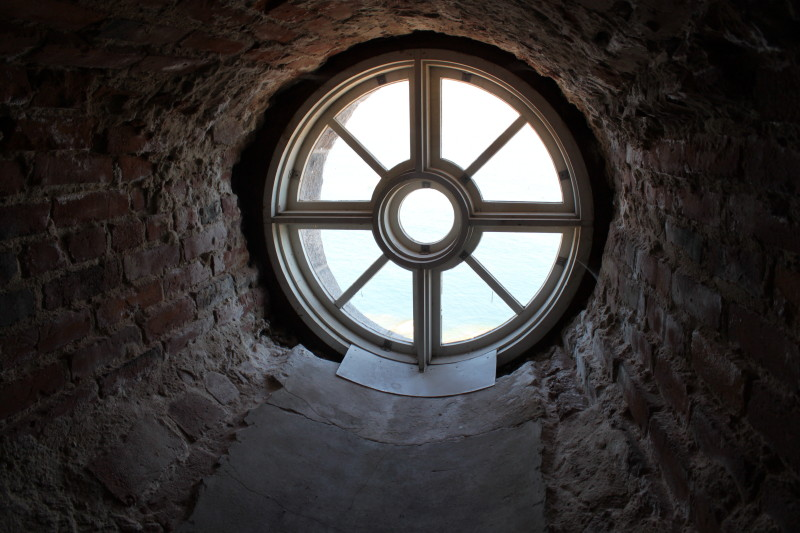
Vue d'une fenêtre du phare.
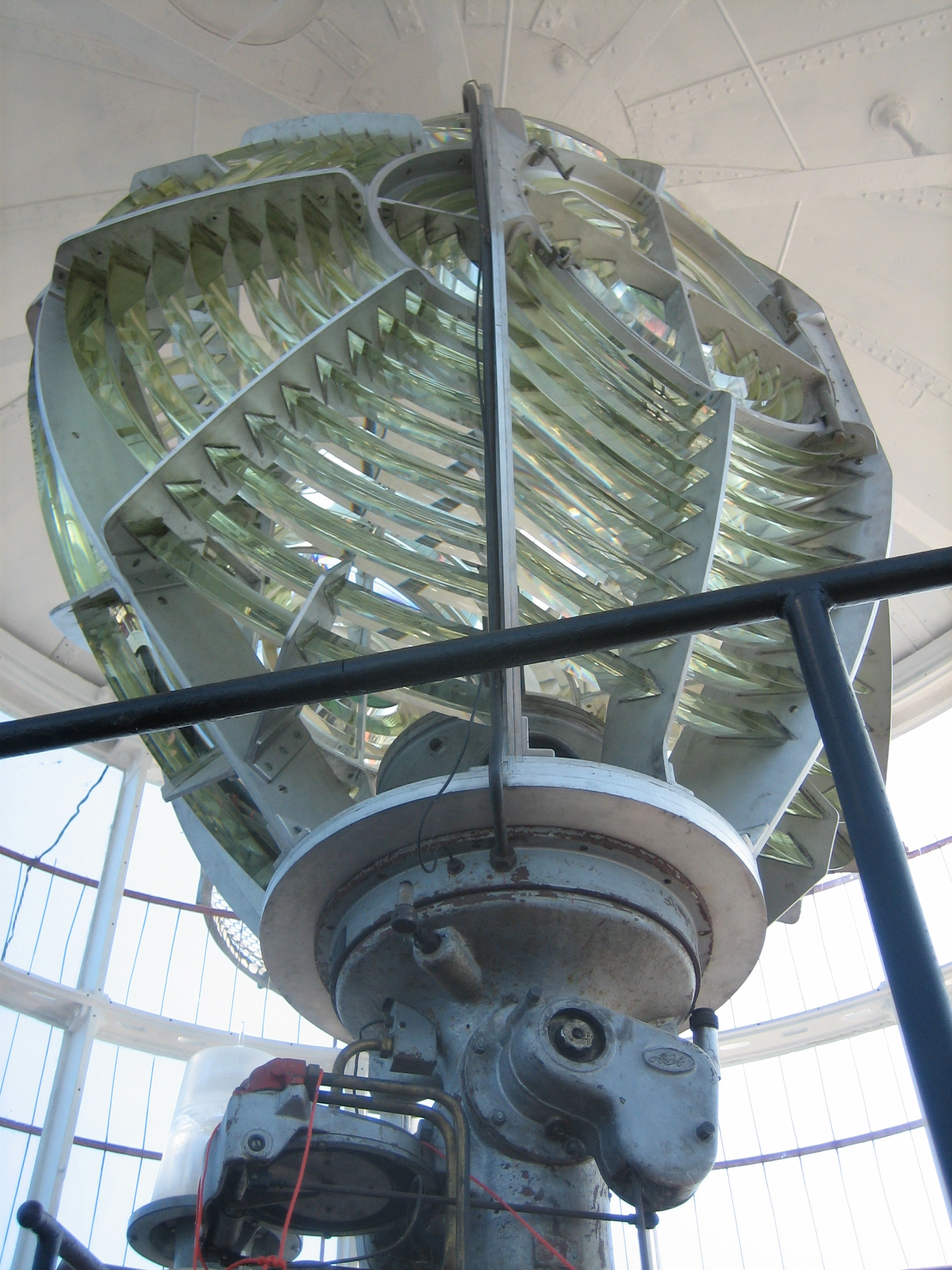
Lentille de Fresnel installée dans le phare.

## Source de la traduction
- (en) Cet article est partiellement ou en totalité issu de l’article de Wikipédia en anglais intitulé « Bengtskär lighthouse » (voir la liste des auteurs).